# Zorja-Masproekt
A Zorja Masproekt (ukránul: Зоря-Машпроект), teljes nevén Zorja-Masproekt Gázturbinagyártó Tudományos-termelési Komplexum (Науково-виробничий комплекс газотурбобудування «Зоря-Машпроект», magyar átírásban: Naukovo-virobnicsij kompleksz hazoturbobuduvannya Zorja-Masproekt), korábban Déli Turbinagyár (röviden JuTZ, oroszul: ЮТЗ – Южный турбинный завод, magyar átírásban: Juzsnij turbinnij zavod) az ukrajnai Mikolajivben működő állami gépgyártó vállalat, amely az Ukroboronprom állami hadiipari holdinghoz tartozik. Fő termékei a hajófedélzeti és ipari gázturbinák.

## Története
A Szovjetunió Minisztertanácsának 1946. július 9-i határozata alapján hozták létre a gépgyártó vállalatot hajófedélzeti gőzturbinák gyártására. A gyár számára Mikolajiv délkeleti elővárosi részén jelöltek ki helyet, ahol a gyárépületek mellett a dolgozók számára lakótömböket is felépítettk (ez napjainkban a PTZ lakótelep). A gyárban az első dolgozók 1953 januárjában jelentek meg, majd 1953. október 17-én Vjacseszlav Malisev nehézipari miniszter rendeletileg működőnek nyilvánította az akkor Déli Turbinagyárnak nevezett létesítményt, bár akkor még csak egyes részlegei működtek.
A gőzturbinák gyártása azonban ténylegesen nem indult el, mert 1954-ben a tevékenység felülvizsgálata során arra jutottak, hogy a Szovjet Haditengerészet igényei miatt a hajó-gázturbinák iránt mutatkozott nagyobb igény. A Szovjetunió Minisztertanácsának 1954. május 7-i határozata a hajófedélzeti és ipari gázturbinák mikolajivi gyártásáról rendelkezett. Ehhez 1954 augusztusában az 1940-es évek végétől gázturbinás hajtóműveket is gyártó Kazáni Motorgyárból (16. sz. motorgyár, később KMPO) szakembereket vezényeltek át Mikolajivbe. Többek között Szergej Koloszovot is, akit a Déli Turbinagyár keretein belül egy tervezőiroda létrehozásával bíztak meg, melynek ő lett a főkonstruktőre. Koloszovval együtt 60 szakember érkezett Kazánból Mikolajivbe, köztük 20 mérnök-konstruktőr. Koloszov 1963-ig vezette a tervezőirodát. A gázturbinák sorozatgyártása 1956 szeptemberében indult el.
A Masprojekt elnevezésű tervezőiroda 1961. április 12-én önállósult, és saját kísérleti gyártóüzeme, valamint tesztelésre szolgáló műszaki bázisa lett. A tervezőiroda szoros együttműködésben ugyan, de önálló egységként működött, a fő feladata a gázturbinák tervezése és fejlesztése volt. Ezzel együtt a sorozatgyártást végző üzem a Zorja Termelési Egyesülés nevet kapta.
1989-ben a Masprojekt tervezőirodához csatolták a Krivij Rih-i Enyergija tervezőirodát, az új cég pedig a Masprojekt Tudományos-termelési Egyesülés nevet kapta. Ukrajna függetlenné válása után az ukrán nemzeti tulajdonba került Masprojekt és Zorja cégek fölött 1997-ig az ukrán Gépipari  Hadiipari és Konverziós Minisztérium, majd 1997-től az Iparpolitikai Minisztérium gyakorolta a tulajdonosi jogokat.
2001 november 2-án a Masproekt tervezőirodát és a Zorja gépgyárat újra egyesítették, a cég neve Zorja-Masproekt lett. 2003-tól a cég önálló exportjogot kapott.